# Вали-ду-Итажаи (агломерация)

Вали-ду-Итажаи на карте.

Вали-ду-Итажаи (порт. Região Metropolitana do Vale do Itajaí)  —  городская агломерация в Бразилии. Центр — город Блуменау в штате Санта-Катарина. 

## Население
Численность населения агломерации составляет 449 726 человек на 2005 год и 530 909 человек на 2014 год, с прилегающими окрестностями — 756 707 человек на 2014 год. Занимает площадь 1.680 км² (с прилегающими окрестностями — 5 006,4 км²). Плотность населения — 316,02 чел./км² в 2014 году (с прилегающими окрестностями — 151,15 чел./км²).

## Состав агломерации
В агломерацию входят 5 муниципалитетов-городов, а также окрестные 11 муниципалитетов в рамках комплексного развития агломерации.
Муниципалитеты-города
| муниципалитет | население в 2014 (чел.) |
| ------------- | ----------------------- |
| Блуменау      | 334002                  |
| Гаспар        | 63826                   |
| Индаял        | 61968                   |
| Помероди      | 30598                   |
| Тимбо         | 40515                   |
| всего         | 530909                  |

Окрестные муниципалитеты комплексного развития агломерации
| муниципалитет  | население в 2014 (чел.) |
| -------------- | ----------------------- |
| Апиуна         | 10211                   |
| Аскурра        | 7732                    |
| Бенедиту-Нову  | 11037                   |
| Ботувера       | 4864                    |
| Бруски         | 119719                  |
| Дотор-Педринью | 3883                    |
| Гуабируба      | 21046                   |
| Ильота         | 13309                   |
| Луис-Алвис     | 11653                   |
| Риу-дус-Седрус | 11019                   |
| Родею          | 11325                   |
| всего          | 225798                  |
| ИТОГО          | 756707                  |

## Статистика
- Индекс развития человеческого потенциала на 2000 составляет 0,850 (данные: Программа развития ООН).